# 슈퍼 8 필름

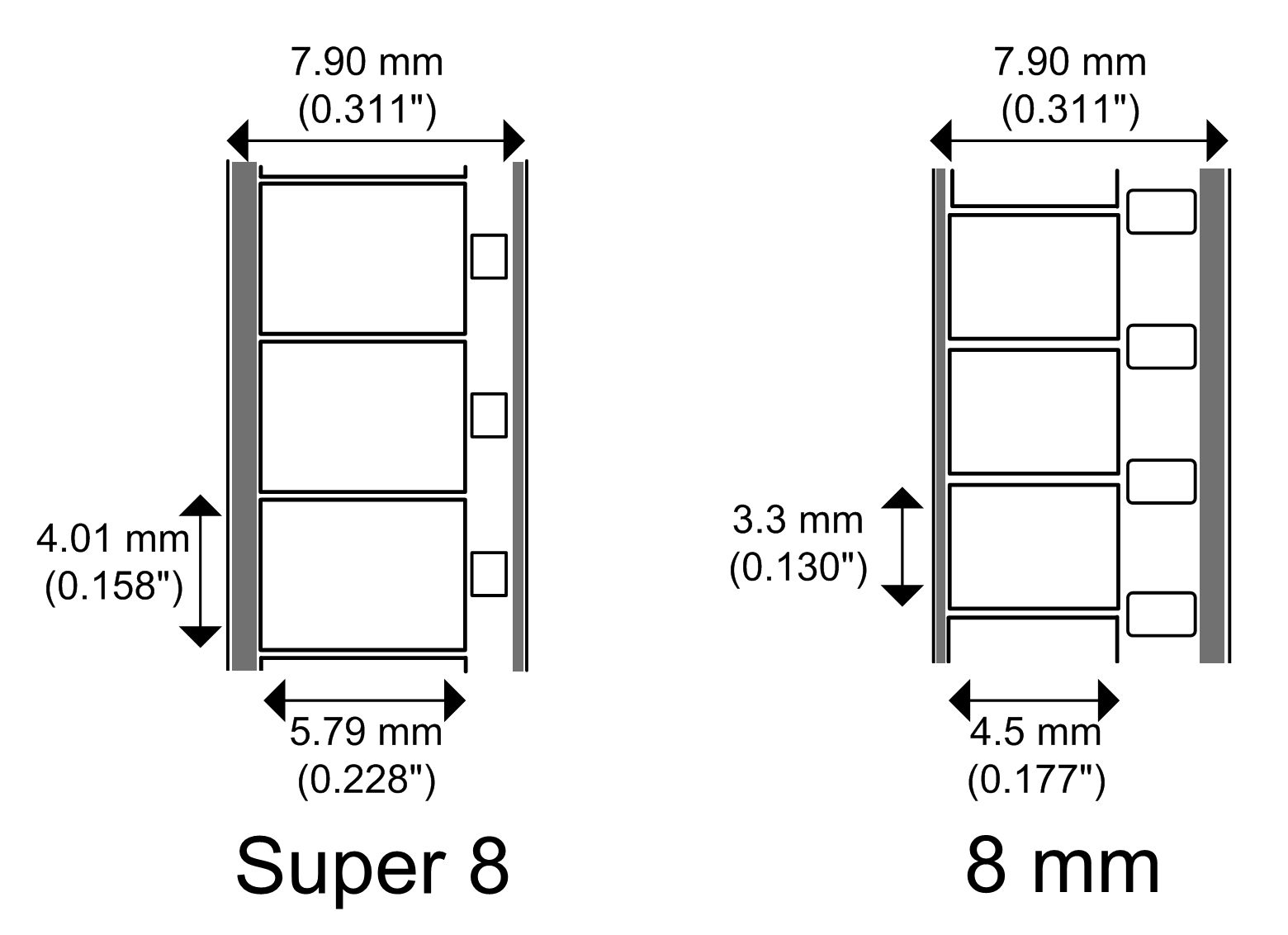
슈퍼 8 및 8mm 필름 형식

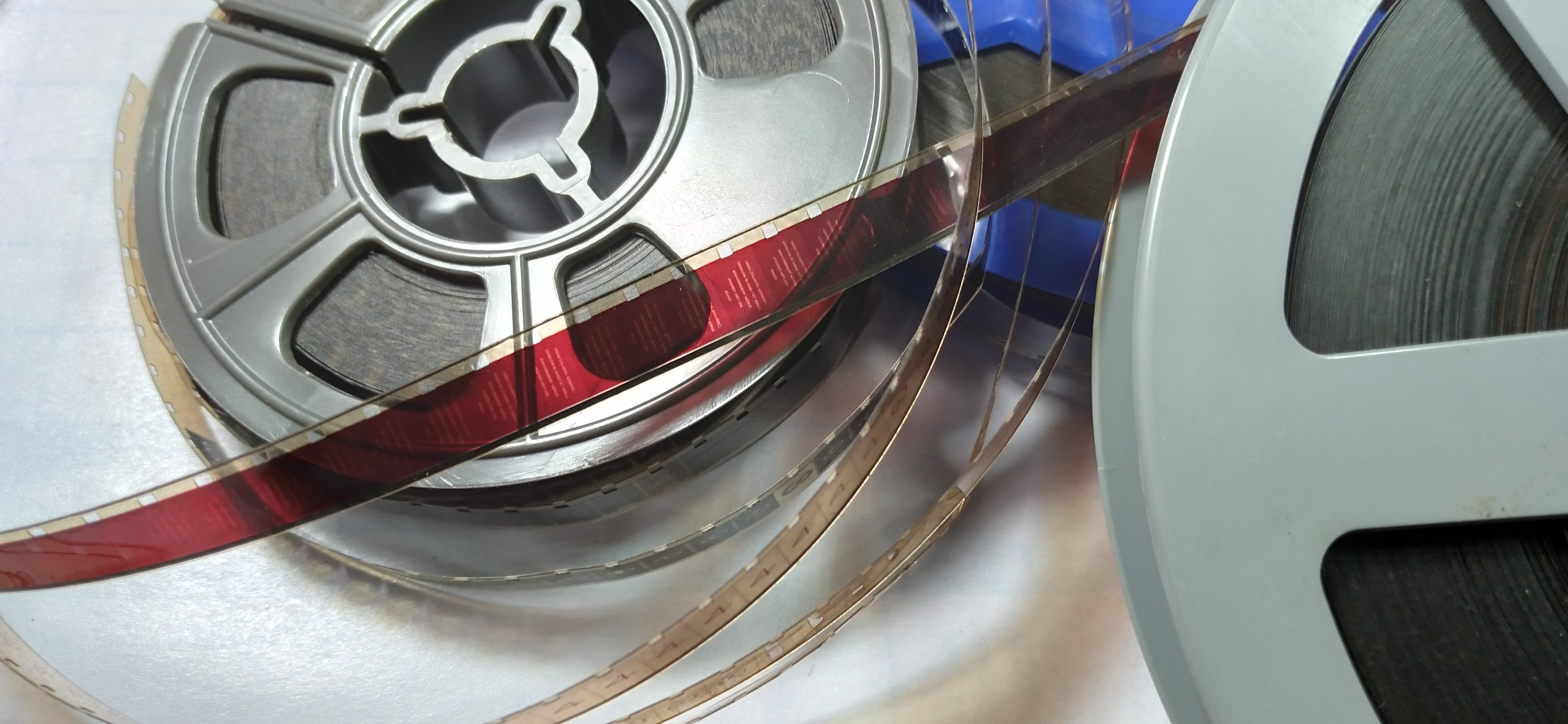
슈퍼 8 필름

슈퍼 8 필름(Super 8 film) 또는 슈퍼 8mm 필름은 이전의 "더블" 또는 "레귤러" 8mm 홈 무비 형식을 개선하여 이스트먼 코닥이 1965년에 출시한 영화 필름 형식이다.
필름의 폭은 명목상 8mm로 기존 형식의 8mm 필름과 동일하지만 한쪽 가장자리를 따라 있는 직사각형 구멍의 크기가 더 작아서 더 넓은 노출 영역을 허용한다. 슈퍼 8 표준은 또한 사운드가 자기적으로 녹음될 수 있는 산화물 줄무늬에 대한 천공 반대쪽 경계를 할당한다.
일반적으로 표준 35mm 장비와 호환되는 슈퍼 35와 달리 슈퍼 8에 사용되는 필름 스톡은 표준 8mm 필름 카메라와 호환되지 않는다.
촬영에 사용되는 필름 시스템에는 여러 가지가 있지만 각 경우의 최종 필름 크기는 동일하다. 지금까지 가장 인기 있는 시스템은 코닥 시스템이었다.